# Néa Sílata
Néa Sílata (Nea Silata) är en ort i Grekland.   Den ligger i prefekturen Chalkidike och regionen Mellersta Makedonien, i den nordöstra delen av landet, 270 km norr om huvudstaden Aten. Néa Sílata ligger 56 meter över havet och antalet invånare är 788.
Terrängen runt Néa Sílata är platt åt sydväst, men åt nordost är den kuperad. Havet är nära Néa Sílata åt sydväst. Närmaste större samhälle är Néa Kallikráteia, 6,2 km väster om Néa Sílata. 